# Sons of the Forest
Sons of the Forest é um jogo eletrônico de sobrevivência desenvolvido pela Endnight Games e publicado pela Newnight. É a sequência do jogo The Forest de 2018 e foi lançado em 23 de fevereiro de 2023 em acesso antecipado para Microsoft Windows via Steam.

## Jogabilidade
Da mesma forma que The Forest, Sons of the Forest coloca os jogadores no controle de um protagonista preso em uma ilha habitada por canibais. Os jogadores podem construir armas e edifícios para ajudar na sua sobrevivência. Novos no jogo são personagens não jogáveis amigáveis. Um deles é um companheiro chamado Kelvin, que é surdo e incapaz de falar. Os jogadores podem dar comandos escritos a Kelvin em um pedaço de papel para ajudar em tarefas simples, como coletar recursos ou fazer fogueiras. Os jogadores também encontrarão Virginia, uma mulher de três pernas e três braços que pode ser equipada com armas para ajudar em situações de combate. O mapa deste jogo é quatro vezes maior que o de seu antecessor. O jogo suporta multijogador cooperativo de até oito jogadores, embora os jogadores também possam optar por jogar sozinhos. Dependendo de suas ações, os jogadores podem receber finais diferentes.

## Enredo
Muitos anos após os eventos em The Forest, uma equipe de mercenários contratados pela PuffCorp é enviada para uma ilha chamada "Site 2" para procurar o fundador da PuffCorp, Edward Puffton, sua esposa Barbara e sua filha Virginia, que estão desaparecidas há meses. Os helicópteros da equipe são abatidos por assaltantes desconhecidos. Um dos mercenários sobrevive à queda do helicóptero, mas é nocauteado por um homem vestindo um casaco prateado. O Mercenário então acorda com outro mercenário sobrevivente, chamado Kelvin, que ficou surdo no acidente.
Trabalhando juntos, o Mercenário e Kelvin montam acampamento e obtêm recursos para sobreviver na floresta, bem como aos ataques de canibais e mutantes. Conforme o Mercenário começa a explorar a ilha, eles encontram vários búnqueres subterrâneos e instalações construídas pela PuffCorp e aprendem mais sobre a verdadeira natureza do Site 2 e as intenções da PuffCorp para ele. Assim como o Site 1 (The Forest), o Site 2 possui artefatos antigos de poder desconhecido, bem como um minério de ouro não descoberto anteriormente. A PuffCorp adquiriu a ilha sob o pretexto de transformá-la em um resort e está em uma competição secreta com os proprietários do Site 1, a Sahara Therapeutics, pelo controle de um artefato conhecido como "Cubo". O Mercenário também encontra imagens de vigilância mostrando Edward e os executivos da PuffCorp repentinamente se transformando em canibais durante um jantar, o que significa que os canibais eram os habitantes anteriores do Site 2.
O Mercenário também encontra a filha de Edward e Barbara Puffton, Virginia, que agora é uma mutante que de alguma forma conseguiu manter sua mente e sanidade. Procurando em outro búnquer, o Mercenário também encontra Tim e Eric Leblanc, de The Forest, que também foram contratados pela PuffCorp para procurar os Pufftons. No entanto, o Mercenário é separado deles quando o homem com o casaco prateado aborda os Leblancs e o Mercenário é nocauteado por um mutante. O Mercenário então continua a explorar as instalações da PuffCorp, eventualmente descobrindo notas de pesquisa sobre o Cubo referenciando seu potencial para viajar entre dimensões alternativas. O Mercenário também descobre que o Cubo será "ativado" a cada oito ciclos lunares, e o único porto seguro está dentro do próprio Cubo. O Mercenário deduz que a ativação do Cubo foi o que causou as mutações em massa na ilha, e a próxima ativação está prevista para breve.
No caminho para o Cubo, eles encontram um tipo diferente de mutante altamente agressivo que mostra aversão a crucifixos. O Mercenário finalmente alcança o Cubo junto com Tim e os dois conseguem entrar no Cubo antes que ele feche, trancando o homem com o casaco prateado do lado de fora. Quando o Cubo é ativado, Tim tem uma convulsão e brevemente se divide em várias versões de si mesmo antes que o Cubo mostre a eles uma visão de uma cidade alienígena futurista. O Cubo então é desativado e reaberto, mostrando o homem com o casaco prateado sofrendo uma mutação. O Mercenário e Tim retornam à superfície onde Eric está esperando em um helicóptero, e dois finais são possíveis:
- Se o jogador decidir ir buscar seu pacote de sobrevivência, o Mercenário decide ficar para trás na ilha e os Leblancs partem sem ele.
- Se o jogador decidir embarcar no helicóptero, o Mercenário sai da ilha com os Leblancs. Se Kelvin e Virginia sobreviveram e acompanharam o Mercenário até o Cubo, eles partirão no helicóptero também.

## Desenvolvimento
Sons of the Forest foi adiado duas vezes. Anunciado em dezembro de 2019, o jogo tinha uma data de lançamento inicial em maio de 2022. Em 25 de março de 2022, o jogo foi adiado para outubro daquele ano "para poder entregar nossa visão de sobrevivência", segundo a desenvolvedora Endnight Games. Em agosto daquele ano, o jogo foi adiado novamente para sua data de lançamento final de 23 de fevereiro de 2023. Posteriormente, foi anunciado em 3 de fevereiro de 2023 que o jogo seria lançado em acesso antecipado para evitar mais atrasos.

## Recepção
Sons of the Forest ultrapassou Starfield como o jogo mais desejado na Steam. O jogo vendeu mais de 2 milhões de cópias em 24 horas após o lançamento e teve mais de 250 mil jogadores simultâneos na Steam durante o dia de lançamento. Ele se tornou-se o jogo mais vendido na Steam durante a semana do lançamento.
A IGN disse que "Sons of the Forest pega tudo o que seu antecessor fez bem e faz um pouco melhor", incluindo a inteligência artificial aprimorada, mapa maior e melhores gráficos, mas notou uma otimização de desempenho ruim e uma história inacabada.

### De tradução
- Este artigo foi inicialmente traduzido, total ou parcialmente, do artigo da Wikipédia em inglês cujo título é «Sons of the Forest».